# 2023年8月波克羅夫斯克導彈襲擊事件
2023年8月7日晚上7時15分左右， ，俄羅斯武裝部隊使用9K720伊斯坎德爾彈道導彈，先後兩次襲擊烏克蘭頓涅茨克州波克羅夫斯克市。 第一次襲擊後，大量救援人員趕赴現場，拯救被埋在廢墟下的幸存者，但40分鐘後，俄軍再度發動襲擊，導致多名緊急服務人員死亡成受傷。  襲擊造成10人死亡、 和82人受傷。 由於擔心俄軍再度發動襲擊，搜救行動暫停。幾日後，廢墟中近122噸瓦礫被清除。 
襲擊損壞至少12棟多層建築，包括一家酒店和一棟五層公寓。
俄羅斯國防部則聲稱，部隊襲擊烏克蘭軍隊的一個指揮所，並使用蘇聯時期的「克拉斯諾阿爾梅斯克」稱呼波克羅夫斯克。
烏克蘭政府否認有關說法，並指襲擊是魯莽，而且針對平民地區。 

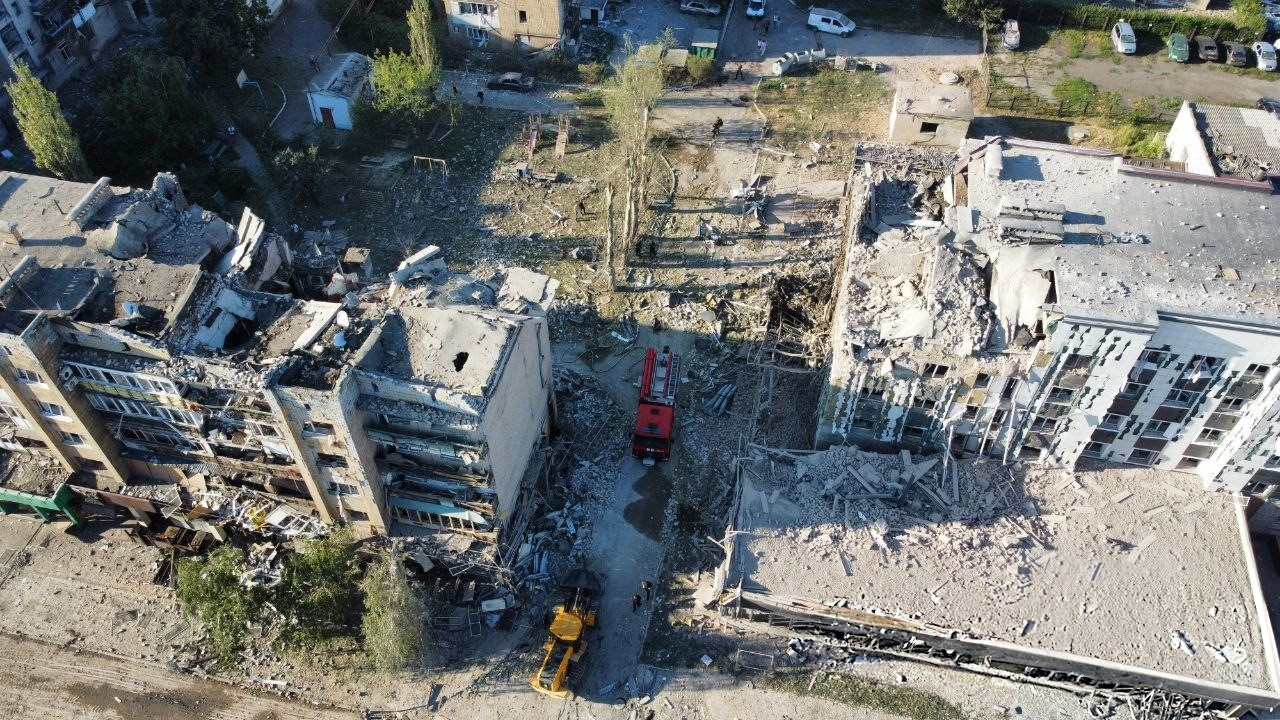
損壞情況的俯瞰圖

## 也可以看看
- 俄羅斯入侵烏克蘭的戰爭罪行